# Département de Tilcara
Le département de Tilcara est une des 16 subdivisions de la province de Jujuy, en Argentine. Son chef-lieu est la ville de Tilcara.
Le département a une superficie de 1 845 km2. Sa population s'élevait à 10 403 habitants en 2001.

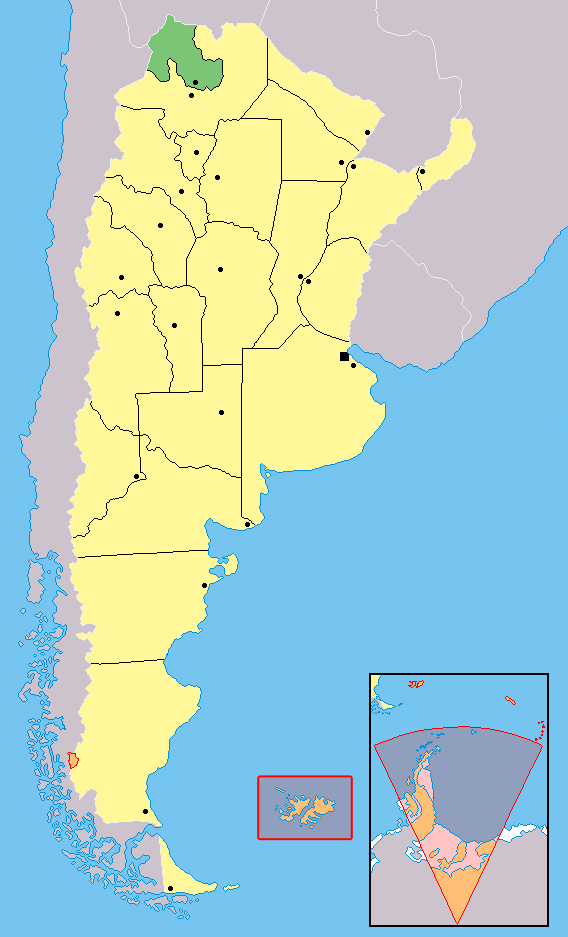
Localisation de la province de Jujuy en Argentine.